# Вогралик, Габриэль Францевич
Габриэль Францевич Вогралик (26 марта (7 апреля) 1887, Киев — 28 февраля 1937, Томск) — российский и советский инфекционист, эпидемиолог, профессор на кафедре инфекционных болезней Томского университета.

## Научные труды
- К вопросу о лечении возвратного тифа неосальварсаном // Известия Томского университета. 1924. Т. 73;
- К вопросу о лечении общей инфекции крови // Известия Томского университета. 1925. Т. 76;
- Жел. пищеварение у детей грудного возраста. Л., 1925;
- Внутрибольничные заражения и меры борьбы с ними // Сибирский медицинский журнал. 1930. № 1;
- Терапия брюшного тифа лизатами брюшнотифозного бацилла // Сибирский медицинский архив. 1930. Т. 4, кн. 10–12;
- Заболевания тифо-паратифозной группы. Томск, 1931;
- Совместно с Е.К. Анисимовой. Жел. пищеварение у больных острыми инфекционными заболеваниями. Томск, 1932;
- Учение об эпидемических заболеваниях. Томск, 1935. Ч. 1, 2;
- Сыпной тиф у детей. Томск, 1937;
- Заболевания тифо-паратифозной группы. Томск, 1938.